# Best of Mano Negra
Best of Mano Negra es el segundo álbum recopilatorio de la banda francesa Mano Negra. Fue lanzado al mercado en 1998 con la discográfica Virgin France, S.A., siendo reeditado en el año 2005 bajo el sello Parlophone Music France. Este recopilatorio contiene lo mejor de 1988 a 1994, incluyendo canciones de sus cuatro álbumes de estudio (Patchanka, Puta's fever, King of Bongo y Casa Babylon), además del álbum en directo In the Hell of Patchinko, el EP Bande Originale du Livre y un lado B del sencillo King Of Bongo. Presenta el estilo ecléctico que hizo a la banda un influyente culto, conteniendo estilos árabes, africanos y punk. Las pistas incluyen "Mala Vida", "Rock Island Line", "Peligro" y "Mad Man's Dead", entre otros éxitos. Este es el séptimo disco editado por la banda en general y fue mejor recibido que su anterior recopilatorio Amerika Perdida de 1991. La portada es un collage de todas las carátulas de sus álbumes anteriores, aunque la versión de 2005 presenta un arte diferente al original.

## Lista de canciones
1. "Mano Negra" (Manu Chao, Mano Negra) – 0:58
  - De In the Hell of Patchinko
2. "King Kong Five" (Manu Chao, Mano Negra) – 1:58
  - De Puta's Fever
3. "Soledad" (Manu Chao) – 2:34
  - De Puta's Fever
4. "Mala Vida" (Manu Chao) – 2:53
  - De Patchanka
5. "Sidi H' Bibi" (tradicional, arreglos por Mano Negra) – 3:27
  - De In the Hell of Patchinko
6. "Rock Island Line" (tradicional, arreglos por Mano Negra) – 3:03
  - De Patchanka
7. "Noche De Acción" (Manu Chao) – 2:45
  - De Patchanka
8. "Guayaquil City" (Mano Negra, Thomas Darnal) – 3:03
  - De Puta's Fever
9. "Peligro" (tradicional, arreglos por Mano Negra) – 2:52
  - De Puta's Fever
10. "Sueño De Solentiname" (Manu Chao) – 2:51
  - De Casa Babylon
11. "Indios De Barcelona" (Manu Chao) – 2:01
  - De In the Hell of Patchinko
12. "Mad Man's Dead" (Manu Chao, Mano Negra) – 2:03
  - De In the Hell of Patchinko
13. "Señor Matanza" (Manu Chao, Mano Negra) – 4:06
  - De Casa Babylon
14. "Out Of Time Man" (Manu Chao, Mano Negra) – 3:25
  - De King of Bongo
15. "Pas Assez De Toi" (Manu Chao, Mano Negra) – 2:19
  - De Puta's Fever
16. "King Of Bongo" (Manu Chao, Mano Negra) – 3:38
  - De King of Bongo
17. "Ronde De Nuit" (Manu Chao) – 2:55
  - De Patchanka
18. "Patchanka" (Manu Chao) – 3:05
  - De Patchanka
19. "Salga La Luna" (Manu Chao, Mano Negra) – 3:34
  - De Patchanka
20. "Santa Maradona" (Manu Chao, Mano Negra) – 3:27
  - De Casa Babylon
21. "El Sur" (Manu Chao, Mano Negra) – 1:00
  - De Puta's Fever
22. "Long Long Nite" (Manu Chao, Mano Negra) – 3:28
  - De King Of Bongo (Sencillo)
23. "On Telefon" (Manu Chao, Mano Negra) – 1:36
  - De Bande Originale Du Livre
24. "Darling Darling" (Daniel Jamet) – 1:45
  - De In the Hell of Patchinko

## Versión alternativa
Una versión alternativa de este álbum titulada Lo Mejor de Mano Negra fue lanzada en 1999 con la única diferencia de un ligero cambio en las canciones. Fue lazada principalmente para el mercado latinoamericano.

### Lista de canciones
1. "Mano Negra" – 0:58
2. "King Kong Five" - 1:58
3. "Soledad" - 2:34
4. "Mala Vida" - 2:53
5. "Sidi H' Bibi" - 3:27
6. "Rock Island Line" - 3:03
7. "Noche De Acción" - 2:45
8. "Guayaquil City" - 3:03
9. "Peligro" - 2:52
10. "Sueño De Solentiname" - 2:51
11. "Indios De Barcelona" - 2:01
12. "Mad Man's Dead" - 2:03
13. "Señor Matanza" - 4:06
14. "Out Of Time Man" - 3:25
15. "Pas Assez De Toi" - 2:19
16. "King Of Bongo" - 3:38
17. "La Vida (La Vida Me Da Palo)" (Manu Chao, Philippe Teboul, J.M. Andre) - 2:41
  - De Casa Babylon
18. "Patchanka" - 3:05
19. "Salga La Luna" - 3:34
20. "Santa Maradona" - 3:27
21. "El Sur" - 1:00
22. "Long Long Nite" - 3:28
23. "On Telefon" - 1:36
24. "Mamá Perfecta" (tradicional, arreglos por Mano Negra) - 1:54 
  - De Casa Babylon

## Lo Mejor de La Mano Negra: Best Of + Unreleased Live Tracks
En 2005 el recopilatorio original fue relanzado bajo el nombre Lo Mejor de La Mano Negra: Best Of + Unreleased Live Tracks, esta vez con un tema extra, distinto arte de tapa y un segundo disco que contiene actuaciones inéditas que la banda había realizado en 1991. Este recopilatorio fue lanzado para promocionar el DVD doble Out of Time que la banda lanzó el mismo año, y que contiene varias entrevistas y actuaciones en vivo.

### Lista de canciones
CD 1Best Of
1. "Mano Negra" – 0:58
2. "King Kong Five" - 1:58
3. "Soledad" - 2:34
4. "Mala Vida" - 2:53
5. "Sidi H' Bibi" - 3:27
6. "Rock Island Line" - 3:03
7. "Noche De Acción" - 2:45
8. "Guayaquil City" - 3:03
9. "Peligro" - 2:52
10. "Sueño De Solentiname" - 2:51
11. "Indios De Barcelona" - 2:01
12. "Mad Man's Dead" - 2:03
13. "Señor Matanza" - 4:06
14. "Out Of Time Man" - 3:25
15. "Pas Assez De Toi" - 2:19
16. "King Of Bongo" - 3:38
17. "Ronde De Nuit" - 2:55
18. "Patchanka" - 3:05
19. "Salga La Luna" - 3:34
20. "Santa Maradona" - 3:27
21. "El Sur" - 1:00
22. "Long Long Nite" - 3:28
23. "On Telefon" - 1:36
24. "Darling Darling" - 1:45
25. "Out Of Time Man (Versión 2005)"
  - Bonus track: Nueva versión de la canción originalmente perteneciente al álbum King of Bongo

CD 2Live 1991
1. "Pas Assez De Toi" - 2:33
2. "La Ventura" - 2:14
3. "Mad House" - 3:58
4. "Salga La Luna" - 3:16
5. "County Line" - 2:23
6. "Indios De Barcelona" - 2:36
7. "Mano Negra 1" - 0:41
8. "Rock Island Line" - 3:41
9. "Junky Beat" - 2:27
10. "Out Of Time Man" - 3:08
11. "Killin' Rats" - 3:13
12. "Patchanka" - 3:35
13. "Mano Negra 2" - 1:28
14. "Sidi' H'bibi" - 3:20
15. "Welcome In Occident" - 2:58
16. "Guayakill City" - 5:09

## Banda y equipo (1988 - 1994)
- Manu Chao: Voz principal y guitarra
- Antoine Chao: Trompeta y voz
- Santiago Casariego: Batería y voz
- Philippe Teboul: Percusión y voz
- Daniel Jamet: Guitarra y voz
- Olivier Dahan: Bajo y voz
- Thomas Darnal: Teclados y voz
- Pierre "Krøpöl" Gauthé: Trombón y voz

- Tomás Arroyos: Ingeniero de Sonido
- Jacques Clayeux: Carretera y Escenarios
- Chino: Ingeniero de Sonido
- Frank Maaut: Luces
- Philippe Renaud: Tour Manager

## Músicos invitados (1988 - 1994)
- Anouk: Voz
- Napo "Chihuahua" Romero: Voz
- Jimmy Miller: Voz
- Jean-Marc "Guilouli": Bajo
- Alain Wampas: Contrabajo y voz
- Dirty District (Denis, Gilles, Fred, Geo): Voz, guitarra, bajo, sintetizador
- Les Casse-Piers (Lolo, Daniel, Phillippe, Jo, Tomás): Voz, guitarra, bajo, batería